# Atresia delle coane
L'atresia delle coane è una forma di atresia che comporta la mancata comunicazione fra naso e faringe.

## Eziologia
La causa è la non avvenuta rottura del setto faringeo che solitamente si verifica durante lo sviluppo embrionale; ciò comporta quasi esclusivamente un'ostruzione dei passaggi ossei, raramente invece interessa quelli membranosi.

## Trattamento
Al momento della nascita può causare problemi molto gravi per quanto riguarda la respirazione. Il trattamento è chirurgico: il bambino viene operato subito dopo la nascita e l'ostruzione viene eliminata con parte del setto nasale. L'operazione chirurgica è più lieve se a essere interessate sono le zone membranose.